# Parafia Najświętszej Maryi Panny Królowej Polski we Wrocławiu-Jerzmanowie
Parafia Najświętszej Maryi Panny Królowej Polski we Wrocławiu-Jerzmanowie – znajduje się w dekanacie Wrocław zachód (Leśnica) w archidiecezji wrocławskiej. Jej proboszczem jest ks. Zdzisław Pluta. Obsługiwana przez księży archidiecezjalnych. Erygowana w 1972. Mieści się przy ulicy Jerzmanowskiej.

## Obszar parafii
Parafia obejmuje ulice: Braci Adamczewskich, Branickiego, Chodkiewicza, Desantowa, Domańskiego, Gałowska, Graniczna (bez nr. 2), Gruszowa, Jasińskiej, Jarnołtowska, Jerzmanowska (nr. 10 - do końca), Kębłowicka, Koniecpolskiego, Kooenego, Krzeptowska, Matuszka, Osiniecka, Płużna, Piołunowa, Rdestowa, Rodła, Strachowicka, Samotworska, Skarżyńskiego, Wardzyńskich, Widłakowa, Zarembowicza, Żółkiewskiego.